# Buniv, Iavoriv
Buniv (în ucraineană Бунів) este localitatea de reședință a comunei Buniv din raionul Iavoriv, regiunea Liov, Ucraina.

## Demografie
Componența lingvistică a localității Buniv
     Ucraineană (100%)
Conform recensământului din 2001, toată populația localității Buniv era vorbitoare de ucraineană (100%).